# 三畠上龍
三畠 上龍（みはた じょうりゅう、生没年不詳）とは、江戸時代後期の天保期を中心に活躍した浮世絵師。

## 来歴
四条派の岡本豊彦の門人であったが、後に上方風俗画を描いた。京都に生まれ、岡本豊彦に絵を学んだのち大坂に住み、浮世風俗を写して一家を成した。横山乗龍、上龍、乗龍、乗良、襄陵、真真と号す。「乗良」、「襄陵」の号から本来の読みは「じょうりょう」が正しいと考えられる。姓は三畠とされるが、それを証明する確実な資料はなく、「三畠」の落款を持つ作品もない。ただし「上龍」印を捺した作品の落款にしばしば「横山乗龍」の署名があることから、少なくとも横山姓を名乗っていたことは確認できる。
主に天保期に活躍し、肉筆美人画を専門とした絵師として知られる。天保15年（1844年）刊行の『近世名家書画壇』に、「今世又京師に乗龍、江戸に国貞あり」と記され、天保の頃には既に名声を得ていたことがわかる。また弘化4年（1847年）刊の『京都書画人名録』では、既に故人とされている。門人に吉原真龍など。
四条派の洒脱な様式を受け継ぎその花鳥画を巧みに織り込みつつ、美人の着る衣装の描写において荒く勢いある粗笨な筆を使い、華麗な色調と磊落さを合わせ持つ独特な一人立ちの美人風俗画を多く残している。上龍の画風は追随する多くの画人を産んで幕末の上方美人画の基調となり、その影響は上村松園ら近代の美人画にまで及んでいる。

## 作品
| 作品名                       | 技法         | 形状・員数     | 寸法（縦x横cm）                      | 所有者                                                       | 年代 | 款記             | 印章                           | 備考 |
| ---------------------------- | ------------ | -------------- | ------------------------------------ | ------------------------------------------------------------ | ---- | ---------------- | ------------------------------ | --- |
| 西洋美人図                   | 紙本着色     | 1幅            |                                      | 浮世絵 太田記念美術館                                        |      |                  |                                | |
| 狆を連れた美人図             | 絹本着色     | 1幅            |                                      | 摘水軒記念文化振興財団所蔵（千葉市美術館寄託）               |      |                  |                                | |
| 高井鴻山肖像画               | 紙本淡彩     |                | 37.8x32.6                            | 高井鴻山記念館                                               |      |                  |                                | 高井鴻山唯一の肖像画として貴重。                                                                                           |
| 仕女の図                     | 絹本着色     | 1幅            | 125.1x55.0                           | 高井鴻山記念館                                               |      |                  |                                | |
| 美人図                       | 紙本着色     | 1幅            | 130.9x46.3                           | 高井鴻山記念館                                               |      |                  |                                | |
| 花吹雪図                     | 絹本着色     | 1幅            |                                      | 光記念館                                                     |      | 「上龍」         | 「乗良」・「真真」白文印       | 那須ロイヤル美術館（小針コレクション）旧蔵                                                                                 |
| 狆と佳人図                   | 絹本著色     | 1幅            | 108.0x40.2                           | 京都市美術館                                                 |      |                  |                                | |
| 扇美人図                     | 絹本着色     | 1幅            |                                      | 京都府（京都文化博物館管理）                                 |      | 款記「横山乗龍」 | 「乗龍」「真真」白文連印       | |
| 観桜美人図                   | 絹本着色     | 1幅            |                                      | 京都府（京都文化博物館管理）                                 |      | 「上龍」         | 「乗龍」「真真」白文連印       | |
| 灯籠美人図                   | 絹本着色     | 1幅            |                                      | 京都府（京都文化博物館管理）                                 |      | 「上龍」         | 「乗龍」「真真」白文連印       | 上村松園は本作の構図を用いて、「涼宵」（1910年）という作品を描いている。                                                   |
| 納涼美人図                   | 絹本着色     | 1幅            |                                      | 京都府（京都文化博物館管理）                                 |      | 「上龍」         | 「襄」「陵」白文連印           | |
| 島原太夫図                   | 紙本着色     | 1幅            |                                      | 京都府（京都文化博物館管理）                                 |      | 「上龍」         | 「襄」「陵」白文連印           | |
| 山姥と金太郎図               | 絹本着色     | 1幅            | 131.9x100.6                          | 個人                                                         |      | 無し             | 「乗良」・「眞眞」白文連印     | |
| 四季草花図屏風               | 紙本着色     | 六曲一隻       | 144.8x304.8                          | 個人                                                         |      |                  |                                | 50種類を超える草花を、素早い墨の運筆で描き分け、色味の強い花や果実のみ適宜色を指し、四条派らしい洒脱な対比をつくっている。 |
| 桜図屏風                     | 紙本着色     | 六曲一隻       | 132.4x271.2                          | 個人                                                         |      |                  |                                | 桜の描写は、同時代の織田瑟瑟に通じる。                                                                                     |
| 嵐山観桜図・高雄観楓図屏風   |              | 六曲一双       | 130.5x257.5（各）                    | 堺市博物館                                                   |      |                  |                                | |
| 犬と美人図                   | 絹本着色     | 1幅            | 106.6x42.4                           | 熊本県立美術館                                               |      | 「乗龍」         | 「乗良」・「眞眞」白文連印     | |
| 明石駅立場図                 | 絹本着色     | 1幅            | 50.4x70.0                            | 熊本県立美術館                                               |      | 「平安上龍写」   | 「上」朱文方印・「良」白文方印 | 藤懸静也『増訂浮世絵』に「須磨明石街道を画いたものに、立場の有様をこまかに写したもの」として紹介されている。               |
| 美人図押絵貼屏風             | 絹本著色     | 六曲一双押絵貼 | 約103.5x38                           | ボストン美術館                                               |      |                  |                                | |
| 十妍図                       | 紙本著色     | 1幅            | 128.3x60.6                           | ボストン美術館                                               |      |                  |                                | |
| 花魁図                       | 絹本著色     | 1幅            | 118.4x56.8                           | ボストン美術館                                               |      | 「上龍」         |                                | |
| 月下歌妓図                   | 絹本著色     | 1幅            | 118.4x50.8                           | ボストン美術館                                               |      | 「横山上龍寫」   |                                | |
| 娘と子供図（娘図・子供図）   | 絹本着色     | 双幅           | 娘図：99.7x32.7 子供図：100.65x32.54 | ミネアポリス美術館（クラーク日本美術・文化研究センター旧蔵） |      | 各幅に「上龍」   |                                | かつて麻布美術工芸館寄託                                                                                                   |
| 黒牛図                       | 絹本墨画淡彩 | 1幅            | 42.86x71.91                          | ミネアポリス美術館（クラーク日本美術・文化研究センター旧蔵） |      |                  |                                | |
| 三美人図（左幅・中幅・右幅） | 絹本着色     | 3幅対          | 約26x29                              | ミネアポリス美術館                                           |      | 無し             | 無し                           | |
| Suit of Armor                | 絹本着色     | 1幅            | 83.5x36.04                           | ミネアポリス美術館                                           |      | 「上龍」         |                                | |
| Red Parakeet                 | 絹本着色     | 1幅            | 101.28x36.2                          | ミネアポリス美術館                                           |      | 「上龍」         |                                | |
| High Ranking Courtesan       | 絹本着色     | 1幅            | 106.6x45.6                           | シカゴ美術館                                                 |      |                  |                                | |
| A girl on a veranda          | 絹本着色     | 1幅            | 102x36.8                             | フリーア美術館                                               |      | 「上龍」         |                                | |
| Woman and a dog              | 絹本着色     | 1幅            | 102x36.8                             | 大英博物館                                                   |      | 「乗龍」         |                                | |
| 紅葉美人図                   | 絹本着色     | 1幅            |                                      |                                                              |      |                  |                                | |